# Oceanijsko prvenstvo u košarci 2011.
Oceanijsko prvenstvo u košarci 2011. bilo je dvadeseto izdanje ovog natjecanja. Igralo se od 7. do 11. rujna u Melbourne, Brisbaneu i Sydneyu. Pobjednik se kvalificirao na OI 2012.

## Turnir
| 1. momčad   | Ishod   | 2. momčad   |
| ----------- | ------- | ----------- |
| Australija  | 91 : 78 | Novi Zeland |
| Novi Zeland | 64 : 81 | Australija  |
| Australija  | 92 : 68 | Novi Zeland |

| Pobjednici Oceanijskog košarkaškog prvenstva 2011. |
| AUSTRALIJA Sedamnaesti naslov                      |